# Communauté de communes du Vinobre
Die Communauté de communes du Vinobre ist ein ehemaliger französischer Gemeindeverband mit Rechtsform einer Communauté de communes im Département Ardèche, dessen Verwaltungssitz sich in dem Ort Saint-Sernin befand. Er lag in der südlichen Mitte des Départements zwischen Aubenas und Largentière. Sein Name leitete sich vom Haut Serre de Vignobre ab, einer markanten Erhebung aus der Ebene südlich von Saint-Sernin. Der im März 1999 gegründete Gemeindeverband bestand aus neun Gemeinden auf einer Fläche von 74,3 km2.

## Aufgaben
Zu den vorgeschriebenen Kompetenzen gehörten die Entwicklung und Förderung wirtschaftlicher Aktivitäten und des Tourismus sowie die Raumplanung auf Basis eines Schéma de Cohérence Territoriale. Der Gemeindeverband betrieb die Straßenmeisterei und förderte Kultur- und Sportveranstaltungen.

## Historische Entwicklung
Mit Wirkung vom 1. Januar 2017 fusionierte der Gemeindeverband mit der Communauté de communes du Pays d’Aubenas-Vals und bildete so die Nachfolgeorganisation Communauté de communes du Bassin d’Aubenas. Bei dieser Gelegenheit wechselte die Gemeinde Lanas zur Communauté de communes des Gorges de l’Ardèche.

## Ehemalige Mitgliedsgemeinden
Folgende neun Gemeinden gehörten der Communauté de communes du Vinobre an:
| Gemeinde                    | Einwohner 1. Januar 2022 | Fläche km² | Dichte Einw./km² | Code INSEE | Postleitzahl |
| --------------------------- | ------------------------ | ---------- | ---------------- | ---------- | ------------ |
| Ailhon                      | 553                      | 7,8        | 71               | 07002      | 07200        |
| Fons                        | 317                      | 4,0        | 79               | 07091      | 07200        |
| Lachapelle-sous-Aubenas     | 1.840                    | 10,1       | 182              | 07122      | 07200        |
| Lanas                       | 431                      | 9,8        | 44               | 07131      | 07200        |
| Lentillères                 | 236                      | 8,7        | 27               | 07141      | 07200        |
| Mercuer                     | 1.315                    | 7,6        | 173              | 07155      | 07200        |
| Saint-Étienne-de-Fontbellon | 2.894                    | 9,5        | 305              | 07231      | 07200        |
| Saint-Sernin                | 1.842                    | 5,8        | 318              | 07296      | 07200        |
| Vinezac                     | 1.388                    | 10,9       | 127              | 07343      | 07110        |